# Valenciano castellonense

Distribución del valenciano castellonense.

Subdialectos del valenciano.

El valenciano castellonense o septentrional es un subdialecto del valenciano entre el valenciano apitxat y el valenciano de transición.
Comprende la antigua comarca de la Plana (la Plana Baja y la Plana Alta hasta Oropesa del Mar), el Pla de l'Arc (Torreblanca, Cabanes, Benlloch, Vall d'Alba, Sierra Engarcerán, Villafamés y San Juan de Moró) y el Alcalatén histórico excepto Chodos.

## Características lingüísticas

### Fonética

#### Vocalismo
- El diptongo [uj] (cuina, buit) tiene la articulación creciente del valenciano general [wi].
- Vacilación entre [a] y [e] en la pronunciación de la -a final en verbos.

#### Consonantismo
- Omisión de la /d/ intervocálica típica del valenciano meridional o apitxat (en sufijos -ada, -ador).
- Articulación de la -r final en la zona costera desde Alcalá de Chivert, omisión en la zona interior.
- Omisión de las -r de los inficitivos cuando hay pronombres débiles: donà(r)-la, fe(r)-te.
- Presencia de la /v/ labio-dental en la comarca de la Plana, fusión con /b/ en la zona norte e interior.
- Progresiva palatalización de los fonemas africados alveolares: dotze > [dodʒe], pots > [pɔtʃ].
- Fusión progresiva de los fonemas [s] y [ʃ]: caixó > [kajso].

### Morfología

#### Morfología nominal
- Pronombres personales
  - Los pronombres débiles son plenos en cualquier posición, como en el valenciano apitxat, valenciano de transición, catalán noroccidental y el valenciano alicantino: em, et, es > me, te, se.
- Artículos
  - Los artículos definidos son como en el valenciano general: el, els.

#### Morfología verbal
- Indicativo
  - Presente: desinencia -e en la primera y tercera persona.

- Datos: Q4845166